# Carlos Roselló
Carlos Roselló Betbeze (Montevideo, 2 maggio 1922 – ...) è stato un cestista uruguaiano.

## Carriera
Con l'Uruguay ha disputato due edizioni dei Giochi olimpici (Londra 1948 e Helsinki 1952) e i Campionati del mondo del 1954.